# ليلى الشيخلي
ليلى الشيخلي هي مذيعة عراقية - أمريكية تقدم الأخبار في قناة الجزيرة. عُرفت بتقديمها للبرنامج الأسبوعي بانوراما في تلفزيون أبوظبي.

## النشأة والدراسة
ولدت في بغداد لأب عراقي عمل سفيرا للعراق في عدة دول منها المملكة العربية السعودية، ولأم دنماركية عام 1965 ثم غادرت العراق وعمرها عامان ونشأت في الرياض. ودرست في بريطانيا وفي الولايات المتحدة. حصلت على شهادة البكالوريوس بتخصص علوم الحاسب الآلي من جامعة بتسبرغ في بنسلفانيا.

## المسيرة المهنية
بدأت عملها الإعلامي عام 1990 في واشنطن مذيعةً في تلفزيون الشبكة العربية الأمريكية (ANA)، ثم ظهرت كأول وجه نسائي على محطة بي بي سي العربية BBC عام 1994، وانتقلت إلى قناة إم بي سي عام 1996 في لندن وكانت أول مذيعة عربية تقدم برنامجا سياسيا في الإعلام الفضائي العربي.
انتقلت إلى تلفزيون أبوظبي عام 1999 قبل أن تلتحق بقناة الجزيرة لتعمل مذيعة للأخبار عام 2006. وهي تعمل أيضا سفيرة للنوايا الحسنة لدولة جزر القمر.
استقالت من قناة الجزيرة في 4 يوليو 2014. أعلنت قناة العرب الإخبارية من مقرها الرئيسي في مملكة البحرين عن انضمام ليلى الشيخلي إلى كادرها في 16 يوليو 2014.
ابتداءً من نهاية أغسطس 2019 عادت للظهور مجدداً على شاشة قناة الجزيرة القطرية.

## الحياة الشخصية
متزوجة من المذيع العراقي جاسم العزاوي ولديها ثلاثة أطفال وهم فيصل (2003) ولارا (2006) وسيف (2008).

## الجوائز والتقدير
- منحتها مجلة أريبيان بزنس المرتبة 78 في قائمة أكثر 100 شخصية عربية تأثيرا عام 2008.